# Amazónek běločelý
Amazónek běločelý (Pionus senilis) je druh papouška z čeledi papouškovitých. Řadí se do rodu Pionus.

## Výskyt

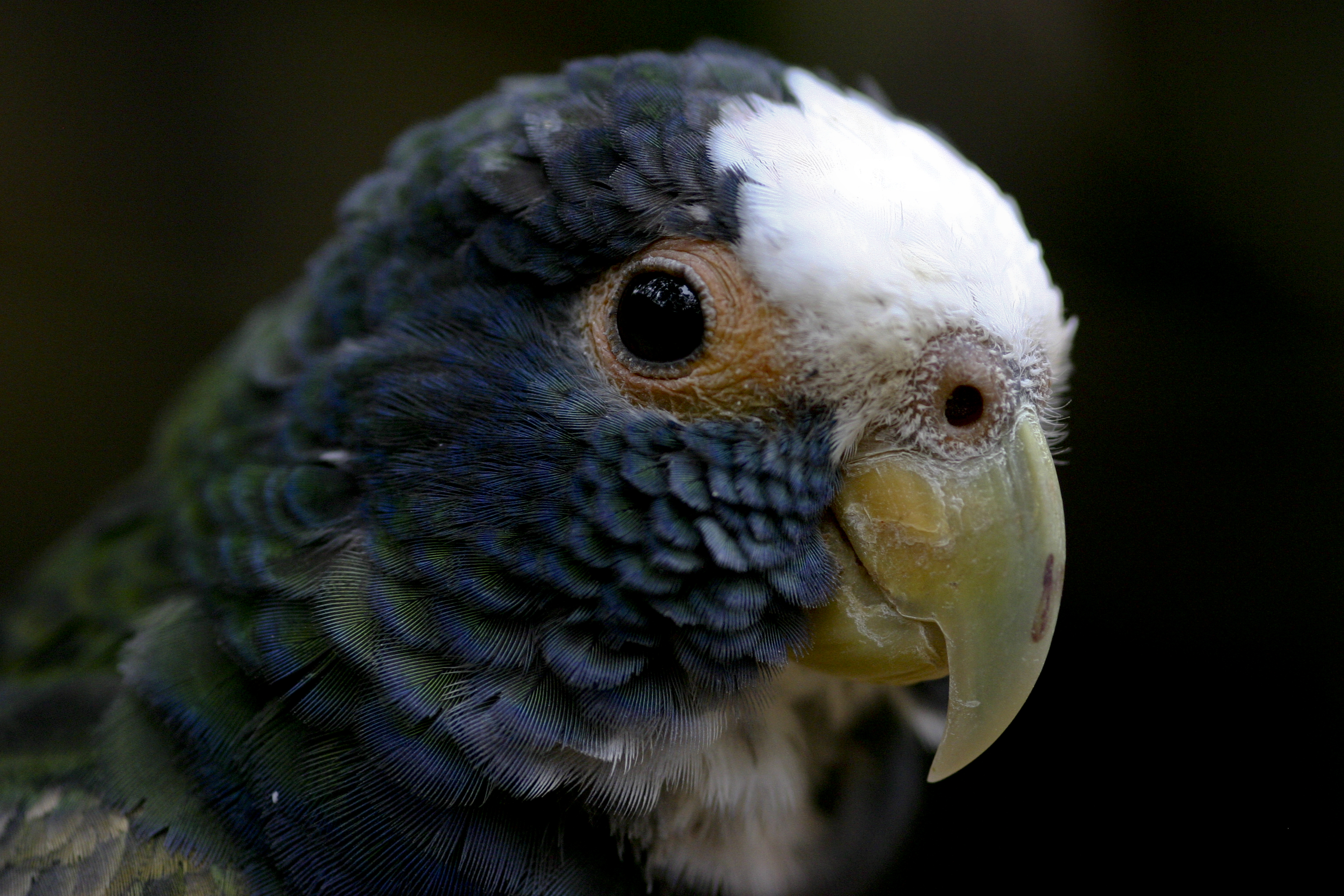
Detailní pohled na hlavu

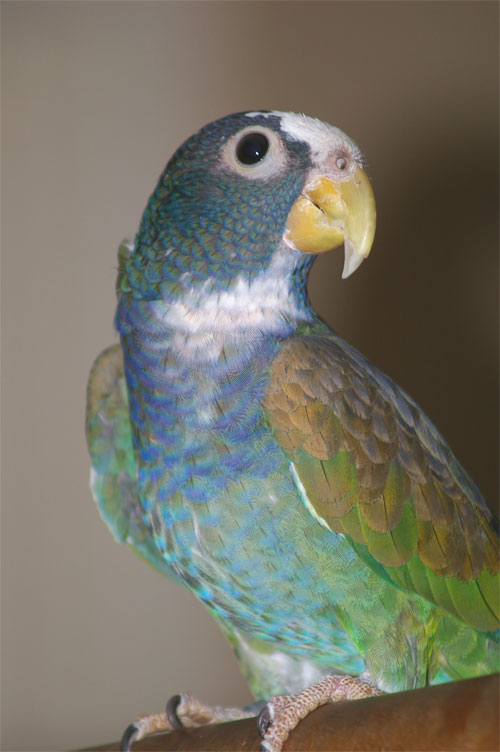
Amazónek běločelý

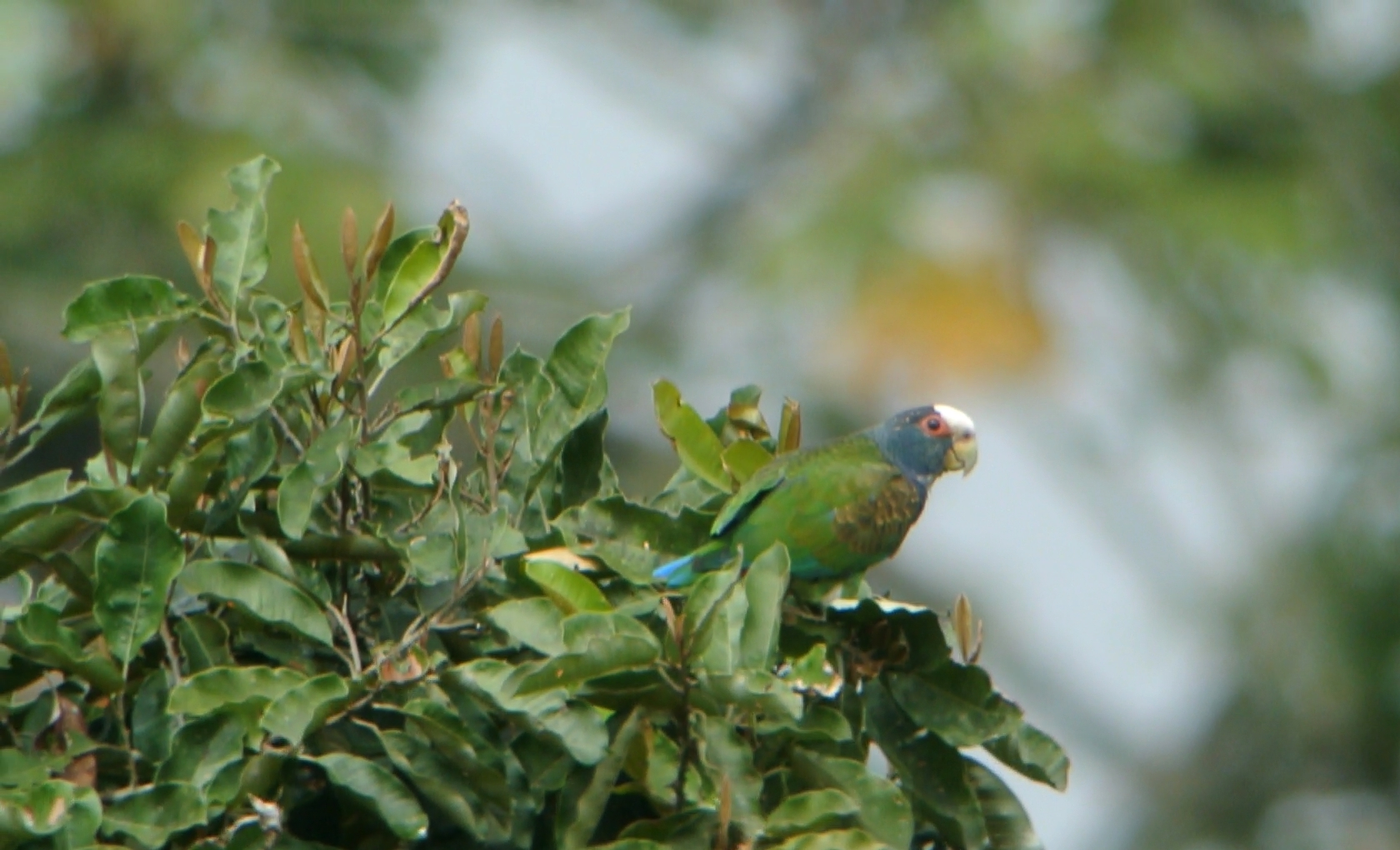
Amazónek ve volné přírodě

Amazónek běločelý se vyskytuje ve Střední Americe, v oblasti od východního Mexika až k západní Panamě. Žije v listnatých lesích do výšky až 1 600 m.

## Popis
Amazónek běločelý je vysoký 24 cm a váží 220 g. Celé tělo je tmavě modré, křídla jsou zelená, břicho je červené, ocas je na konci světle modrý. Typický je pro něj výrazný růžový oční kroužek a bílá skvrna na čele, podle které je pojmenován. Běháky jsou růžové, zobák světle žlutý. Oko má tmavě hnědou duhovku.

## Chování
Amazónek běločelý je společenský papoušek, který se sdružuje do skupin o velikosti třiceti až padesáti jedinců. Během krmení je však nenápadný a tichý.

## Rozmnožování
Hnízdní sezóna amazónka běločelého je mezi lednem a dubnem. Vytváří si hnízdo v dutinách stromů, kam naklade tři až šest vajec. Na těch samice sedí 26 dní, než se vylíhnou mláďata. Ta po vylíhnutí opouštějí hnízdo po osmi týdnech. V chovech se amazónek běločelý může dožít až třiceti let.

## Potrava
Amazónci běločelí se živí různými semeny, ořechy a ovocem. Někdy bývá kvůli požírání kukuřice nebo čiroku na polích a plantážích považován za škůdce.

## Galerie

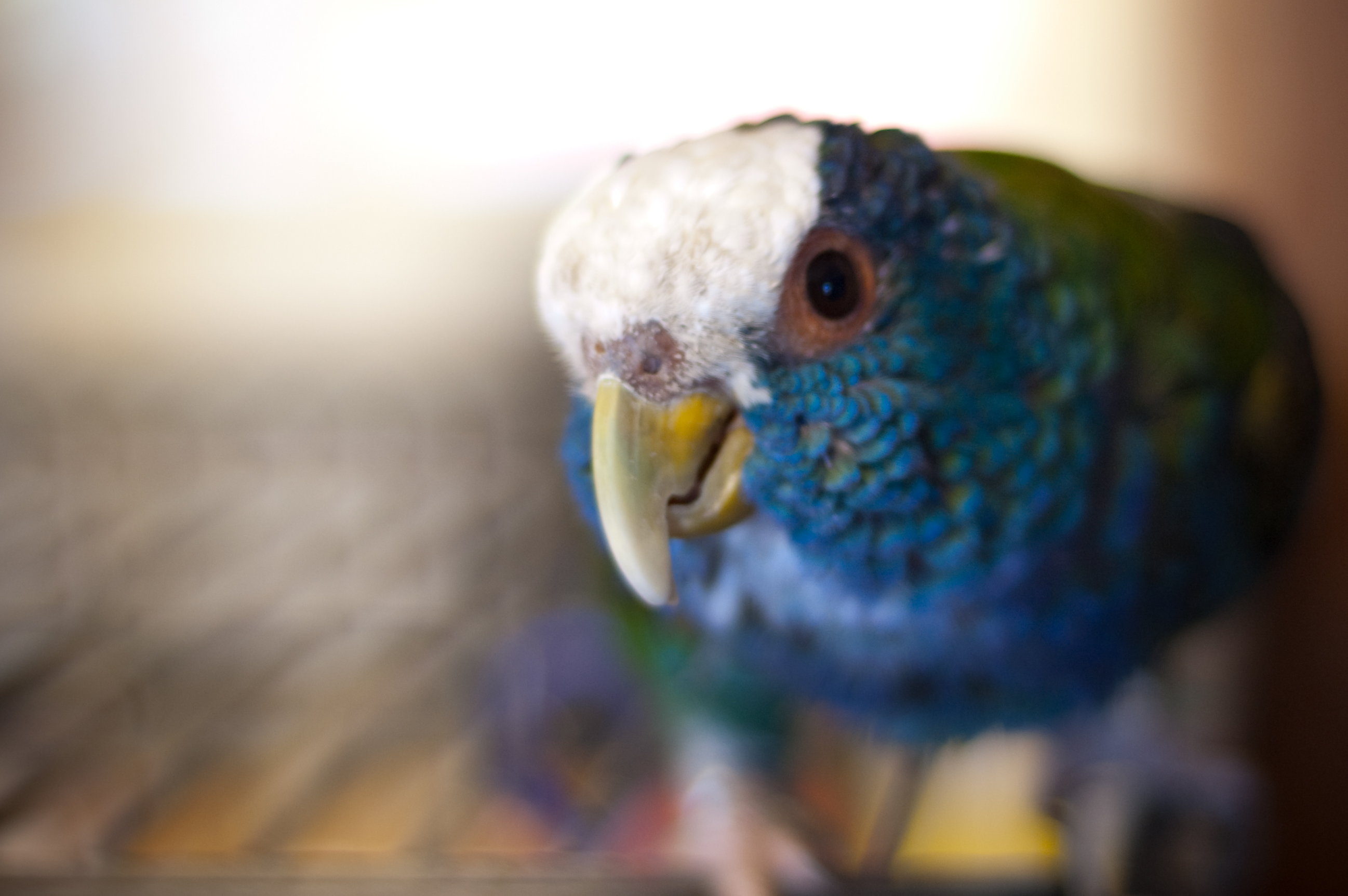
Amazónek běločelý
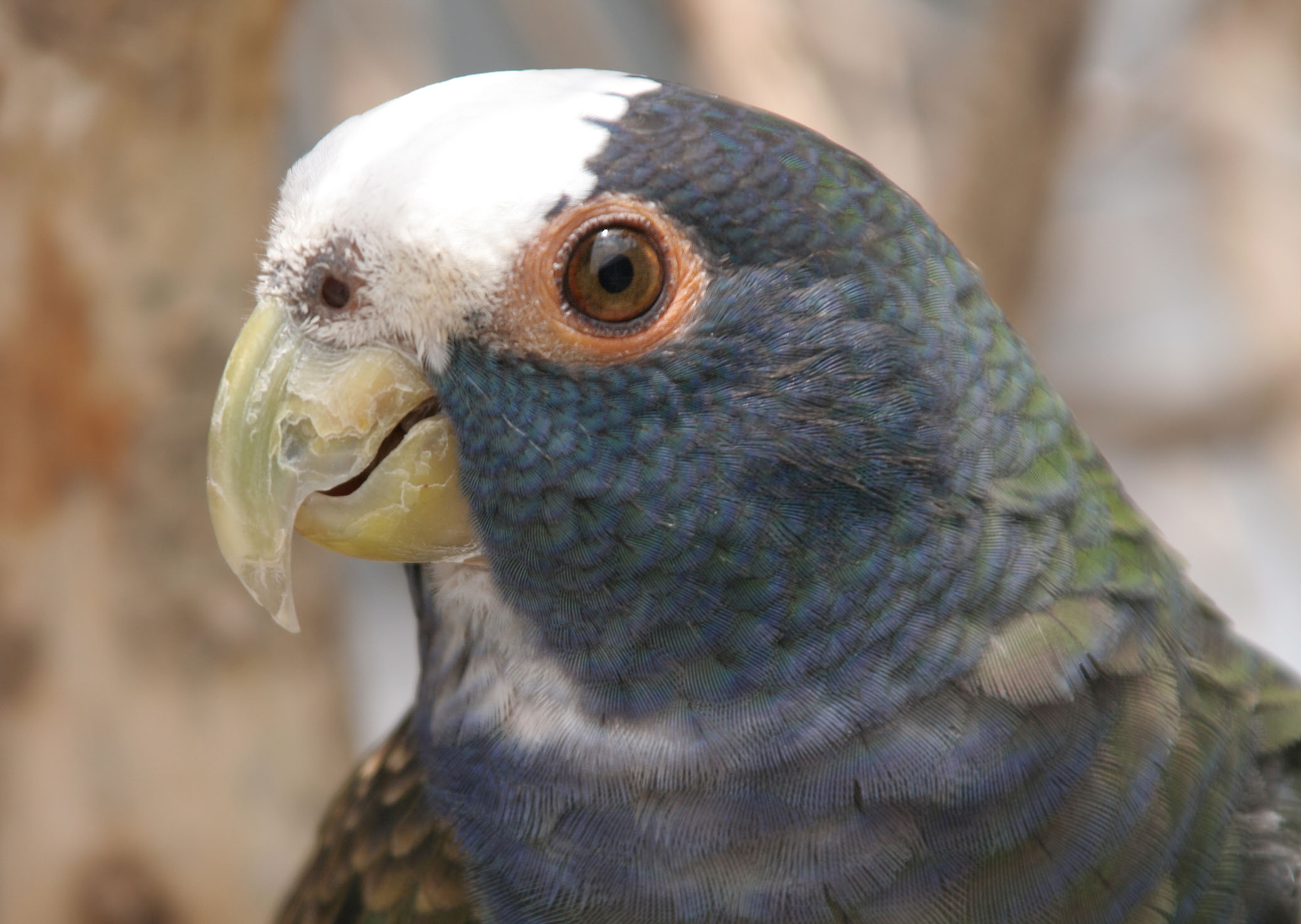
Detailní pohled na hlavu amazónka
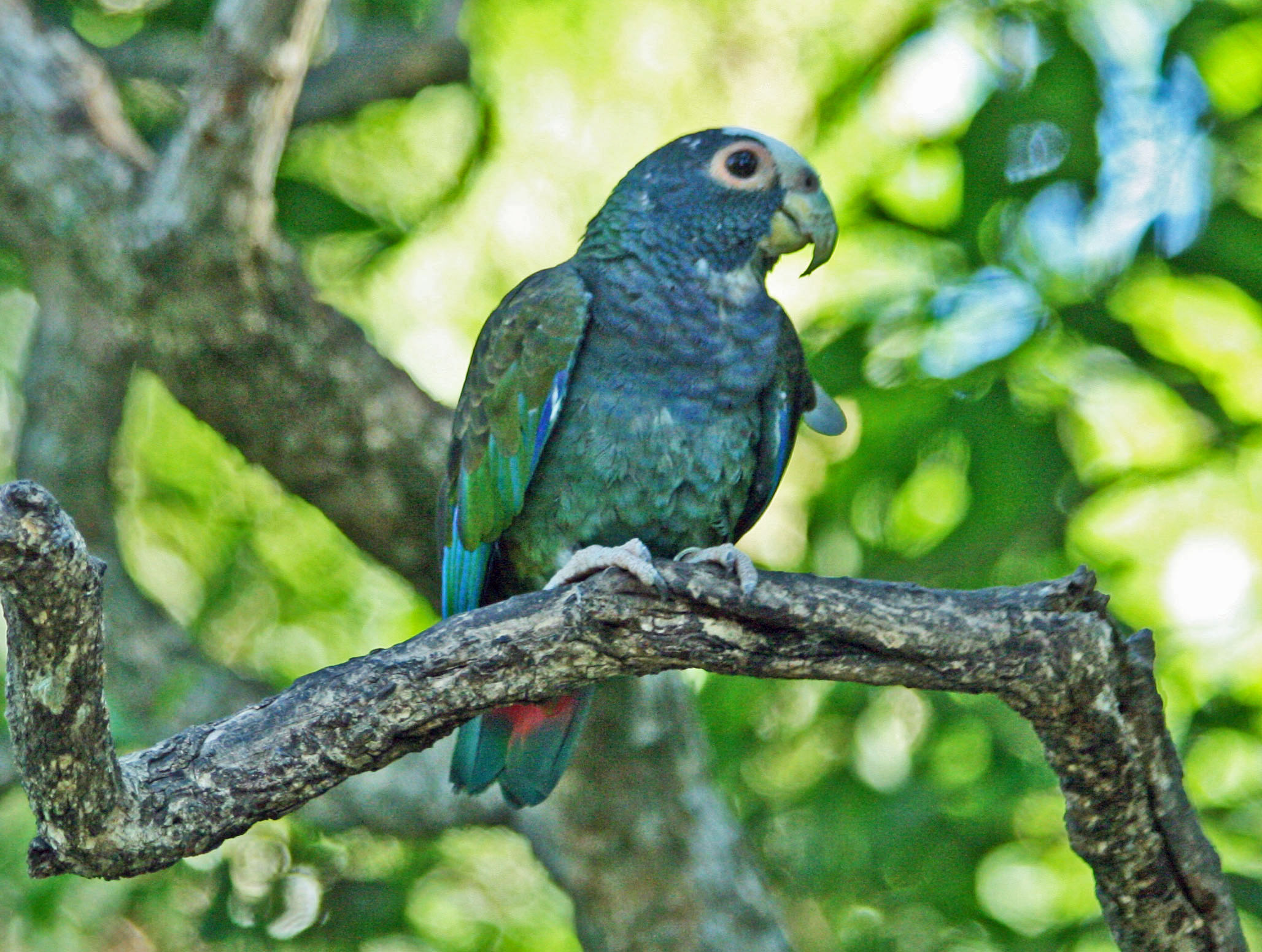
Amazónek běločelý ve volné přírodě
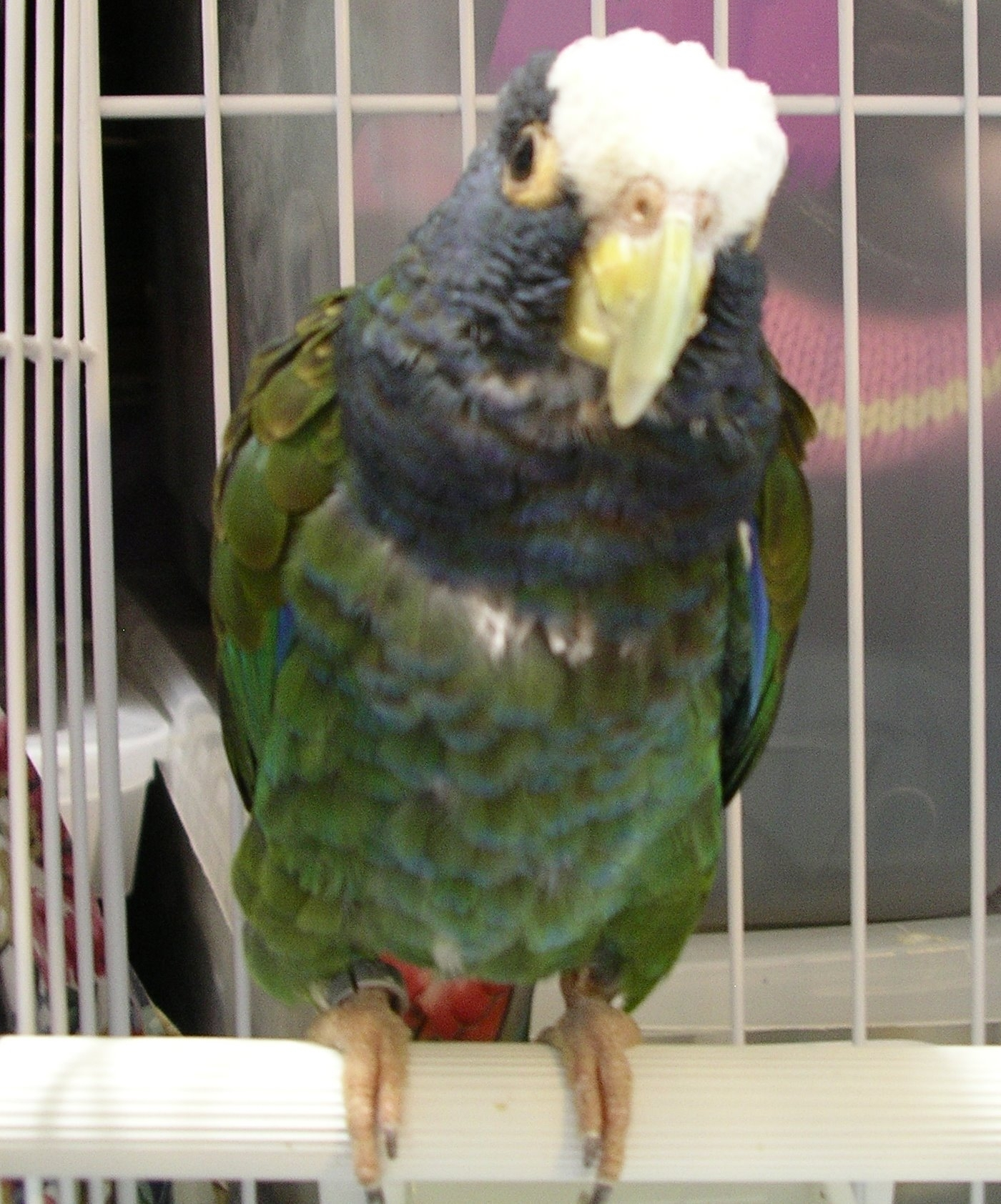
Amazónek v zajetí
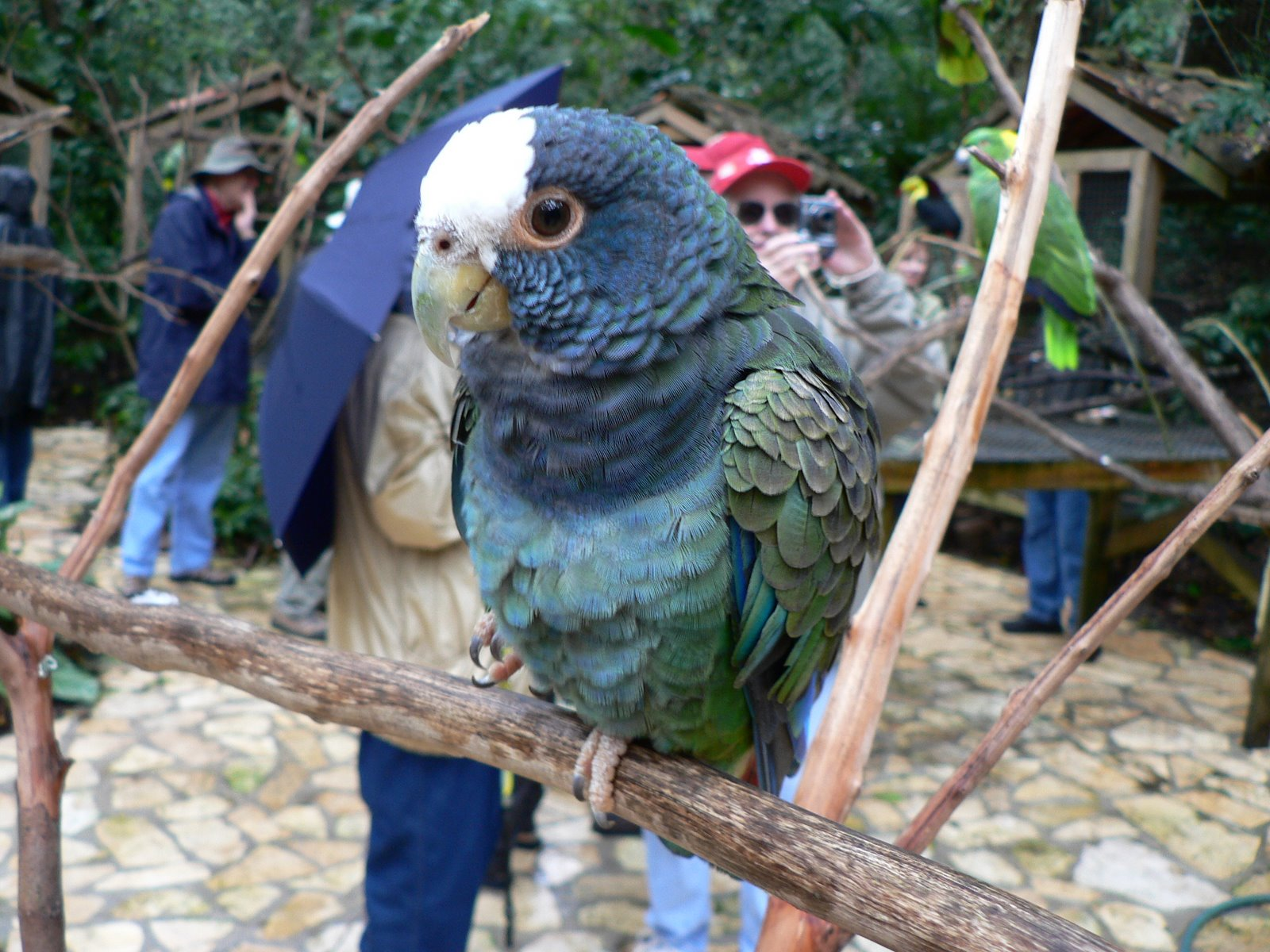
Amazónek běločelý v zoologické zahradě
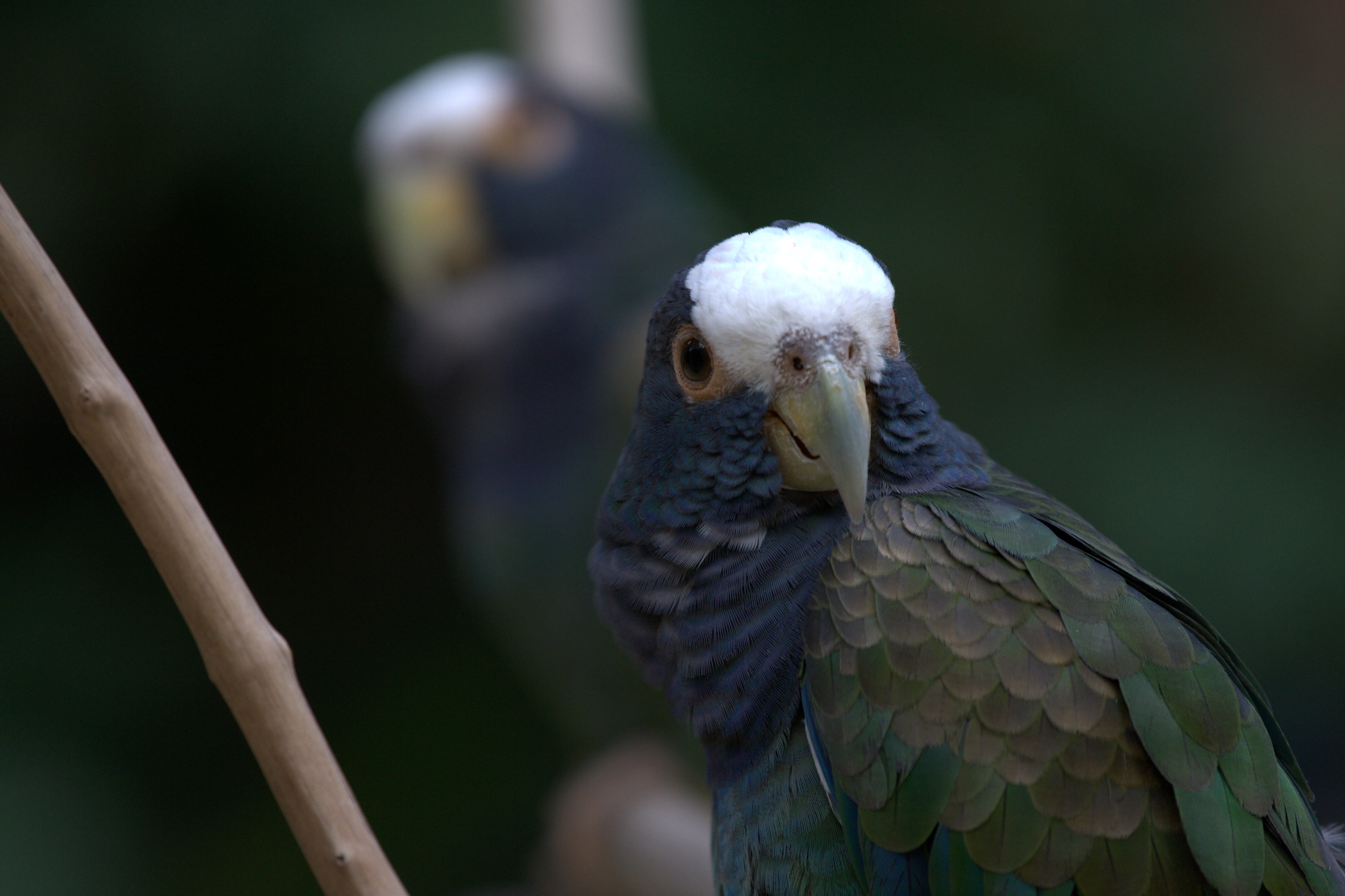
Amazónek běločelý